# Roefeldag
De Roefel of Roefeldag is een dag waarop kinderen van de basisschool bij bedrijven, verenigingen, instellingen of winkels een kijkje achter de schermen gaan nemen. Roefelen is een van oorsprong Vlaams woord dat 'snuffelen' of 'ontdekken' betekent.
Vaak mogen de kinderen tijdens de Roefeldag zelf mee helpen en spelen ze de rol van brandweerman, architect of verkoopster. Voor de bedrijven, verenigingen of instellingen is het een goede gelegenheid om aan kinderen te laten zien welke activiteiten men uitoefent.
De Roefel werd begin de jaren '90 in Vlaanderen opgestart door de Koning Boudewijnstichting en werd daarna ook in Nederland populair. Het wordt sinds 1992 in Nederland ononderbroken georganiseerd.